# تراز شبه فرمی
تراز شبه فرمی (به انگلیسی: quasi Fermi level) اصطلاحی است که در مکانیک کوانتومی و به‌ویژه در فیزیک حالت‌جامد برای تراز فرمی (پتانسیل شیمیایی الکترون‌ها) استفاده می‌شود که جمعیت الکترون‌ها را به‌طور جداگانه در باند هدایت و باند ظرفیت توصیف می‌کند، زمانی که جمعیت‌های آنها از حالت تعادل خارج می‌شوند. این جابجایی می‌تواند در اثر اعمال یک ولتاژ خارجی یا قرار گرفتن در معرض نور انرژی {\textstyle E>E_{g}} ایجاد شود که جمعیت الکترون‌ها را در نوار هدایت و نوار ظرفیت تغییر می‌دهد. از آنجایی که نرخ بازترکیب (میزان تعادل بین باندها) بسیار کندتر از سرعت آرامش انرژی در هر باند است، نوار هدایت و نوار ظرفیت هر کدام می‌توانند دارای جمعیت جداگانه‌ای باشند که درداخل در تعادل هستند، حتی اگر باندها با توجه به تبادل الکترون در تعادل نباشند. جابجایی از تعادل به گونه ای است که جمعیت‌های حامل را دیگر نمی‌توان با یک تراز فرمی منفرد توصیف کرد، با این حال می‌توان با استفاده از مفهوم ترازهای شبه فرمی جداگانه برای هر نوار توصیف کرد.

## تعریف
هنگامی که یک نیم‌رسانا در تعادل گرمایی است، تابع توزیع الکترون‌ها در تراز انرژی E توسط یک تابع توزیع فرمی دیراک ارائه می‌شود. در این مورد تراز فرمی به عنوان ترازی تعریف می‌شود که در آن احتمال اشغال الکترون در آن انرژی الگو:۱/۲ است. در تعادل گرمایی، نیازی به تمایز بین تراز شبه فرمی باند هدایت و تراز شبه فرمی باند ظرفیتی نیست زیرا آنها به سادگی با تراز فرمی برابر هستند.
هنگامی که یک آشفتگی در یک وضعیت تعادل گرمایی رخ می‌دهد، جمعیت الکترون‌ها در باند هدایت و باند ظرفیت تغییر می‌کند. اگر آشفتگی خیلی زیاد نباشد یا خیلی سریع تغییر نکند، باندها هر کدام به حالت شبه تعادل گرمایی آرام (هلیده) می‌شوند. از آنجایی که زمان واهلش (زمان آرامگیری) الکترون‌ها در باند هدایت بسیار کمتر از طول شکاف باند است، می‌توانیم در نظر بگیریم که الکترون‌ها در باند هدایت در تعادل گرمایی هستند. این همچنین برای الکترون‌های موجود در باند ظرفیت (اغلب برحسب حفره‌ها درک می‌شود) کاربرد دارد. ما می‌توانیم یک تراز شبه فرمی و شبه دما را به دلیل تعادل گرمایی الکترون‌ها در باند هدایت، و تراز شبه فرمی و شبه دما را برای نوار ظرفیت تعریف کنیم.
می‌توانیم تابع فرمی کلی برای الکترون‌ها در باند هدایت را به صورت بیان کنیم {\displaystyle f_{\rm {c}}(k,r)\approx f_{0}(E,E_{\rm {Fc}},T_{\rm {c}})} و برای الکترون‌ها در باند ظرفیت به عنوان {\displaystyle f_{\rm {v}}(k,r)\approx f_{0}(E,E_{\rm {Fv}},T_{\rm {v}})}که اینجا:
- {\displaystyle f_{0}(E,E_{\rm {F}},T)={\frac {1}{e^{(E-E_{\rm {F}})/(k_{\rm {B}}T)}+1}}} تابع توزیع فرمی‌دیراک است،
- {\displaystyle E_{\rm {Fc}}} باند هدایت در تراز شبه فرمی در مکان r است،
- {\displaystyle E_{\rm {Fv}}} باند ظرفیت شبه فرمی در مکان r است،
- {\displaystyle T_{c}} دمای باند هدایت است،
- {\displaystyle T_{v}} دمای باند ظرفیت است،
- {\displaystyle f_{\rm {c}}(k,r)} احتمال اینکه یک حالت (اِستیت) باند هدایت خاص با بردار موج k و موقعیت r توسط یک الکترون اشغال شده باشد،
- {\displaystyle f_{\rm {v}}(k,r)} احتمال این است که یک حالت باند ظرفیت خاص، با بردار موج k و موقعیت r، توسط یک الکترون اشغال شده باشد (یعنی توسط یک حفره اشغال نشده باشد).
- {\displaystyle E} انرژی حالت باند هدایت یا باند ظرفیت مورد نظر است،
- {\displaystyle k_{\rm {B}}} ثابت بولتزمن است.

## پیوند p-n
همان‌طور که در شکل زیر نشان داده شده است، باند هدایت و باند ظرفیت در یک پیوند p-n با خط آبی در سمت چپ و تراز شبه فرمی با خط چین قرمز نشان داده شده است.
هنگامی که هیچ ولتاژ خارجی (بایاس) برای پیوند ap-n اعمال نمی‌شود، سطوح شبه فرمی برای الکترون و حفره‌ها با یکدیگر همپوشانی دارند. با افزایش بایاس، نوار ظرفیت سمت p به سمت پایین کشیده می‌شود، و همین‌طور تراز شبه فرمی حفره. در نتیجه جداسازی حفره و الکترون شبه تراز فرمی افزایش یافت.

کار پیوند p-n در حالت بایاس مستقیم نشان دهنده کاهش عرض تخلیه است. هر دو پیوند p و n در آلاییده می‌شوند سطح آلایش، منجر به پتانسیل داخلی ۰٫۵۹~ ولت می‌شود. ترازهای مختلف شبه فرمی را برای نوار هدایت و نوار ظرفیت در ناحیه n و p (منحنی‌های قرمز) مشاهده کنید.

## کاربرد
این ساده‌سازی در بسیاری از زمینه‌ها به ما کمک خواهد کرد. برای مثال، می‌توانیم از همان معادله برای چگالی الکترون‌ها و حفره‌های مورد استفاده در تعادل گرمایی استفاده کنیم، اما به جای ترازهای شبه فرمی و دما؛ یعنی اگر بگذاریم {\displaystyle n} چگالی فضایی الکترون‌های باند هدایت باشد و {\displaystyle p} چگالی فضایی حفره‌های یک ماده باشد، و اگر تقریب بولتزمن برقرار باشد، یعنی با فرض اینکه چگالی الکترون و حفره خیلی زیاد نباشد، {\displaystyle n=n(E_{\rm {F_{c}}})}{\displaystyle p=p(E_{\rm {F_{v}}})} که اینجا {\displaystyle n(E)} چگالی فضایی الکترون‌های باند هدایت که نشان دهنده تعادل گرمایی اگر تراز فرمی در {\displaystyle E} باشد، است، و {\displaystyle p(E)} چگالی فضایی حفره‌هایی است که اگر تراز فرمی در تعادل گرمایی {\displaystyle E}باشد.
یک جریان (به دلیل اثرات ترکیب رانش و نفوذ) تنها در صورتی ظاهر می‌شود که تغییری در تراز فرمی یا شبه فرمی وجود داشته باشد. می‌توان نشان داد که چگالی جریان برای جریان الکترون متناسب با گرادیان در تراز شبه فرمی الکترون است. برای اینکه اگر اجازه دهیم {\displaystyle \mu } تحرک‌پذیری الکترون باشد، و {\displaystyle E_{F}(\mathbf {r} )} انرژی شبه فرمی در نقطه مکانی {\displaystyle \mathbf {r} } باشد، سپس داریم {\displaystyle \mathbf {J} _{n}(\mathbf {r} )=\mu _{n}n\cdot (\nabla E_{\rm {F_{c}}})} به‌طور مشابه، برای حفره‌ها، ما داریم {\displaystyle \mathbf {J} _{p}(\mathbf {r} )=\mu _{p}p\cdot (\nabla E_{\rm {F_{v}}})}